# Ommatius pulcher
Ommatius pulcher är en tvåvingeart som först beskrevs av Engel 1885.  Ommatius pulcher ingår i släktet Ommatius och familjen rovflugor. Inga underarter finns listade i Catalogue of Life.